# Hipokalijemija
Hipokalijemija je poremećaj elektrolita kojeg karakterizira smanjena koncentracije kalija u krvi čovjeka. 
Normalne vrijednosti koncentracije kalija u serumu odraslih su između 3.9 i 5.1 mmol/L, odnosno u plazmi 3.5 i 4.5 mmol/L. Naveći udio kalija (95%) nalazi se unutar stanica, dok je manji dio u vanstaničnoj tekućini.

## Uzroci
Hipokalijemiju mogu uzrokovati različiti poremećaji i patološka stanja kao što su npr.:
- povraćanje
- proljevi
- bolesti bubrega (npr. Bartterov sindrom, Gitelmanov sindrom)
- bolesti nadbubrežne žlijezde (npr. Cushingov sindrom)
- različiti lijekovi (npr. diuretici, laksativi)
- alkaloza

## Simptomi
Manjak kalija utječe na rad svih vrste mišićnog tkiva, tako se mogu javiti simptomi koji su posljedica poremećaja poprečnoprugastih mišića (mišićna slabost, slabljenja refleksa, pareza), glatkih mišića (pojava meteorizama, opstipacija) i srčanog mišića (specifične promjene na EKGu).  
|  | Molimo pročitajte upozorenje o korištenju medicinskih informacija. Ne provodite liječenje bez savjetovanja s liječnikom! |